# 스프래틀리 군도
스프래틀리 군도(영어: Spratly Islands)는 남중국해 남부 해상에 있는 군도로, 필리핀의 서쪽, 베트남의 동쪽, 보르네오섬(말레이시아와 브루나이)의 북쪽, 중국의 남쪽에 위치해있다. 말레이시아, 베트남, 브루나이, 중화민국, 중화인민공화국, 필리핀의 영토 분쟁 지역으로, 현재 분쟁 당사국들이 섬을 하나하나를 각각 실효 지배하고 있다.(→ 스프래틀리 군도 분쟁)

## 지리
1939년 스프래틀리 군도는 대부분 새들이 서식하는 산호섬이었다.중국의 1986년 소식통에 따르면 자연적으로 19개의 섬으로 구성된 군도임에도 14개의 섬, 6개의 둑, 113개의 수중 암초, 35개의 수중 둑, 21개의 수중 모래톱으로 이루어져 있다.
스프래틀리 군도의 북동부는 위험한 곳으로 알려져 있으며, 많은 낮은 섬, 가라앉은 암초, 퇴화된 가라앉은 환초들이 바다 깊이에서 1,000 미터 (3,300 ft) 이상 갑자기 솟아오르는 경우가 많아 항해에 위험한 지역이다.
이곳은 거의 경작 가능지가 없고, 토착민도 없으며, 식수 또한 구하기 힘들다.

## 경제
이곳의 천연자원은 어류가 많이 잡히며, 구아노, 석유, 천연가스 등이 매장되어 있으며, 경제활동에는 어업, 구아노 광업, 석유 및 천연가스 개발, 그리고 최근에는 관광업 등이 포함되어 있다. 또한 이곳은 몇 개의 주요 항로 근처에 위치해 있다.

## 명칭
영토 분쟁을 겪는 지역인 만큼 나라마다 부르는 명칭이 각각이다.
- 중화인민공화국, 중화민국 - 난사 군도(南沙群島) →남사 군도
- 베트남 - 쯔엉사 군도(베트남어: Quần Đảo Trường Sa / 群島長沙 →장사 군도)
- 필리핀 - 칼라얀 군도(타갈로그어: Kapuluan ng Kalayaan →자유 제도) 또는 티투 제도
- 말레이시아, 브루나이 - 스프래틀리 군도(말레이어: Kepulauan Spratly)

## 주요 해양 지물

### 면적순
스프래틀리 군도에서 해수면 위의 면적이 존재하는 섬(island), 케이(cay), 초(reef)로는 다음의 것들이 있다.
| #  | 도서명                    | 환초 위치           | 자연 면적 (ha.) | 위치                                                     | 실효 지배                  | 매립 면적 (ha.) |
| -- | ------------------------- | ------------------- | --------------- | -------------------------------------------------------- | -------------------------- | --------------- |
| 1  | 이투아바섬 Itu Aba Island | Tizard Bank         | 46.00           | 북위 10° 23′ 동경 114° 21′  / 북위 10.383° 동경 114.350° | 타이완 (타이핑섬)          | ~6              |
| 2  | 티투섬 Thitu Island       | Thitu Reefs         | 37.20           | 북위 11° 03′ 동경 114° 17′  / 북위 11.050° 동경 114.283° | 필리핀 (파가사섬)          |                 |
| 3  | 웨스트요크섬              |                     | 18.60           | 북위 11° 05′ 동경 115° 01′  / 북위 11.083° 동경 115.017° | 필리핀 (리카스섬)          |                 |
| 4  | 스프래틀리섬              | Spratly Island      | 13.00           | 북위 08° 38′ 동경 111° 55′  / 북위 8.633° 동경 111.917°  | 베트남 (쯔엉사섬)          | ~15             |
| 5  | 노스이스트 케이           | North Danger Reef   | 12.70           | 북위 11° 28′ 동경 114° 21′  / 북위 11.467° 동경 114.350° | 필리핀 (파롤라섬)          |                 |
| 6  | 사우스웨스트 케이         | North Danger Reef   | 12.00           | 북위 11° 26′ 동경 114° 20′  / 북위 11.433° 동경 114.333° | 베트남 (송뜨따이섬)        | ~3              |
| 7  | 신카우섬                  | Union Banks         | 08.00           | 북위 09° 52′ 동경 114° 19′  / 북위 9.867° 동경 114.317°  | 베트남 (신똔섬)            | ~11             |
| 8  | 난샨섬                    | Nanshan Group       | 07.93           | 북위 10° 45′ 동경 115° 49′  / 북위 10.750° 동경 115.817° | 필리핀 (라왁섬)            |                 |
| 9  | 샌드 케이                 | Tizard Bank         | 07.00           | 북위 10° 23′ 동경 114° 28′  / 북위 10.383° 동경 114.467° | 베트남 (선까섬)            | ~4              |
| 10 | 로아이따섬                | Loaita Bank         | 06.45           | 북위 10° 40′ 동경 114° 25′  / 북위 10.667° 동경 114.417° | 필리핀 (코타섬)            |                 |
| 11 | 스왈로 암초               | Swallow Reef        | 06.20           | 북위 07° 22′ 동경 113° 50′  / 북위 7.367° 동경 113.833°  | 말레이시아 (라양라양 암초) | ~38             |
| 12 | 남옛섬                    | Tizard Bank         | 05.30           | 북위 10° 11′ 동경 114° 22′  / 북위 10.183° 동경 114.367° | 베트남 (남옛섬)            |                 |
| 13 | 암보이나 케이             | Amboyna Cay         | 01.60           | 북위 07° 51′ 동경 112° 55′  / 북위 7.850° 동경 112.917°  | 베트남 (안방섬)            |                 |
| -  | 그리어슨 암초             | Union Banks         | 01.60           | 북위 09° 51′ 동경 114° 29′  / 북위 9.850° 동경 114.483°  | 베트남 (신똔동섬)          | ~2              |
| -  | 웨스트 런던 암초          | London Reefs        | 01.10           | 북위 08° 52′ 동경 112° 15′  / 북위 8.867° 동경 112.250°  | 베트남 (다떠이A섬)         | ~28             |
| -  | 센트럴 런던 암초          | London Reefs        | 00.88           | 북위 08° 56′ 동경 112° 21′  / 북위 8.933° 동경 112.350°  | 베트남 (쯔엉사동섬)        | ~2              |
| 14 | 플랫섬                    | Nanshan Group       | 00.57           | 북위 10° 49′ 동경 115° 49′  / 북위 10.817° 동경 115.817° | 필리핀 (파타그섬)          |                 |
| 15 | 로아이타 케이             | Loaita Bank         | 00.53           | 북위 10° 43′ 동경 114° 21′  / 북위 10.717° 동경 114.350° | 필리핀 (멜초라아키노섬)    |                 |
| 16 | 란키암 케이               | Loaita Bank         | 00.44           | 북위 10° 43′ 동경 114° 32′  / 북위 10.717° 동경 114.533° | 필리핀 (파나타섬)          |                 |
| -  | 미스치프 암초             | Mischief Reef       | 00.00           | 북위 09° 56′ 동경 115° 32′  / 북위 9.933° 동경 115.533°  | 중국 (메이지초)            | ~558            |
| -  | 수비 암초                 | Thitu Reefs         | 00.00           | 북위 10° 55′ 동경 114° 04′  / 북위 10.917° 동경 114.067° | 중국 (주비초)              | ~395            |
| -  | 피어리크로스 암초         | Fiery Cross Reef    | 00.00           | 북위 09° 36′ 동경 111° 57′  / 북위 9.600° 동경 111.950°  | 중국 (융수초)              | ~274            |
| -  | 쿼테론 암초               | London Reefs        | 00.00           | 북위 08° 52′ 동경 112° 50′  / 북위 8.867° 동경 112.833°  | 중국 (화양초)              | ~23             |
| -  | 게이븐 암초               | Tizard Bank         | 00.00           | 북위 10° 13′ 동경 114° 13′  / 북위 10.217° 동경 114.217° | 중국 (시난초)              | ~14             |
| -  | 존슨 사우스 암초          | Union Banks         | 00.00           | 북위 09° 43′ 동경 114° 17′  / 북위 9.717° 동경 114.283°  | 중국 (츠과초)              | ~11             |
| -  | 휴스 암초                 | Union Banks         | 00.00           | 북위 09° 55′ 동경 114° 30′  / 북위 9.917° 동경 114.500°  | 중국 (둥먼초)              | ~8              |
| -  | 피어슨 암초               | SW Dangerous Ground | 00.00           | 북위 08° 58′ 동경 113° 42′  / 북위 8.967° 동경 113.700°  | 베트남 (판빈섬)            | ~3              |
| -  | 콘월리스 사우스 암초      | SW Dangerous Ground | 00.00           | 북위 08° 43′ 동경 114° 11′  / 북위 8.717° 동경 114.183°  | 베트남 (누이레 암초)       | ~1              |

### 실효 지배국별
- 중화민국 : 이투아바섬, 중저우 암초
- 중화인민공화국 : 쿼테론 암초(화양 암초), 피어리크로스 암초, 게이븐 암초, 휴스 암초, 존슨 사우스 암초, 미스치프 암초, 수비 암초
- 필리핀 : 플랫섬, 란키암 케이, 로아이타 케이, 로아이타섬, 난샨섬, 노스이스트 케이, 티투섬, 웨스트요크섬, 코모도어 암초, 어빙 암초, 세컨드 토마스 숄
- 베트남 : 사우스웨스트 케이, 샌드 케이, 남옛섬, 신카우섬, 스프래틀리섬, 암보이나 케이, 그리어슨 암초, 센트럴 런던 암초, 피어슨 암초, 바크 캐나다 암초, 웨스트 런던 암초, 래드 암초, 디스커버리 그레이트 암초, 피전 암초, 이스트 런던 암초, 앨리슨 암초, 콘월리스 사우스 암초, 사우스 암초, 페틀리 암초, 콜린스 암초, 랜즈다운 암초, 봄베이캐슬 암초, 프린스오브웨일스 천퇴, 뱅가드 천퇴, 프린스콘소트 천퇴, 그레인저 천퇴, 알렉산드라 천퇴, 올리아나 숄, 킹스턴 숄
- 말레이시아 : 스왈로 암초, 아데이지어 암초, 마리벨레스 암초, 댈러스 암초, 에리카 암초, 인베스티게이터 숄, 제임스 숄

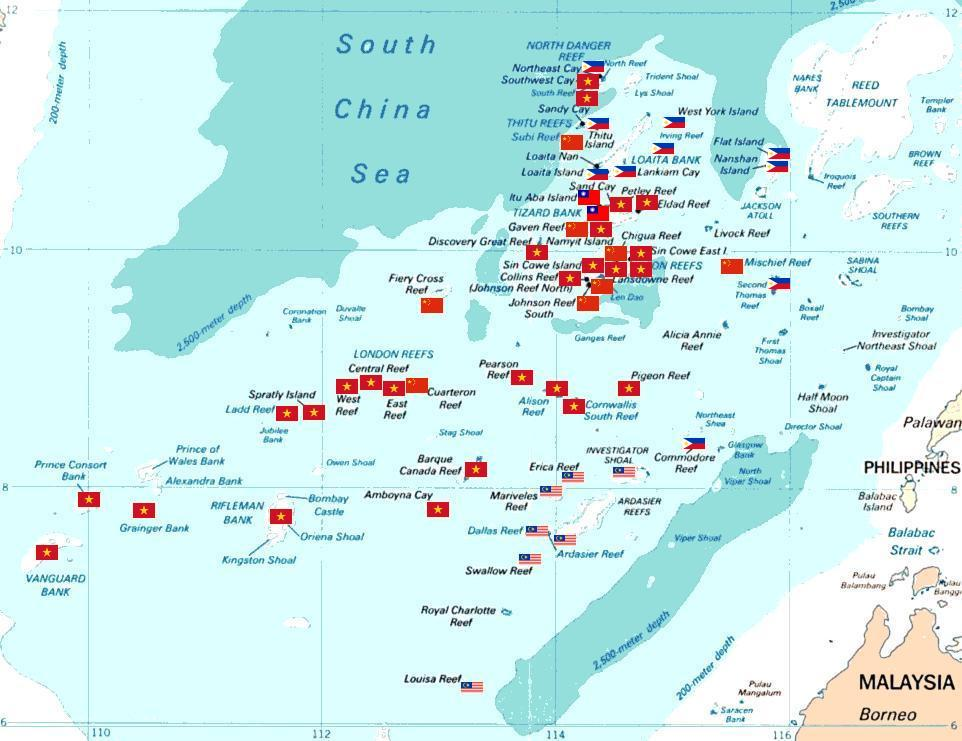
스프래틀리 군도에 속해 있는 섬들을 점유하고 있는 국가 현황

- 브루나이 : 루이사 암초

## 같이 보기
- 스프래틀리 군도 분쟁
- 센카쿠 열도
- 독도
- 파라셀 제도
- 이투아바섬
- 루이사 암초